# Плевел
Пле́вел (лат. Lólium) — евразийский род цветковых растений семейства Злаки. Большей частью это луговые растения и полевые сорняки, которые нередко также встречаются вдоль дорог, на железнодорожных насыпях. Некоторые виды используются как кормовые и газонные травы.

## Названия
Научное название имеет древнеримское происхождение: словом lolium Вергилий называл злостный сорняк.
В русский язык слово «плевел» попало из церковнославянского (в значении «сорняк»), при том, что в древнерусском языке имелось аналогичное слово с полногласием — «половел» в том же значении.
Во многих языках плевел называют «ржаной травой» (англ. Ryegrass, дат. Rajgræs, исл. Rýgresi, нидерл. Raaigras, фин. Raiheinä). В русскоязычной литературе также иногда встречается аналогичное название рода — рейграс, райграс.
- Arthrochortus Lowe (1856)
- Craepalia Schrank (1789)
- Crypturus Trin. (1844)

## Биологическое описание
Представители рода — однолетние и многолетние травы.
Корневая система мочковатая. Побеги упругие. Растения образуют густые дерновины. Листья линейные, плоские, тёмно-зелёные.
Соцветия — колосья длиной до 15 см с сидячими неплотными колосками, расположенными по одному двумя продольными рядами. К оси колоса колоски обращены ребром (узкой стороной), в отличие от пырея, у которого они обращены длинной стороной. Длина колосков — 8—16 мм, в каждом 3—20 цветков. Все колоски, кроме самого верхнего в колосе, только с одной колосковой чешуей (наружной). Нижние цветковые чешуи широколанцетные, на верхушке острые, без ости или с прямой остью длиной до 15 мм. Рылец два. Во время цветения соцветия густо покрыты пыльцой; опыление происходит с помощью ветра (пыльца плевела нередко является причиной сенной лихорадки).
Плод — зерновка (обычный для всех представителей семейства Злаки сухой односемянный плод). Семянки плевела разносятся ветром или водой.
Число хромосом: 2n = 14.

## Распространение
Естественный ареал рода — Европа, Северная Африка, Передняя Азия, Средняя Азия, юг Сибири, Гималаи. В качестве заносных или интродуцированных растения рода Плевел встречаются по всему миру в нетропических зонах.
На территории бывшего СССР плевел распространён в Европейской части, на Кавказе и в среднеазиатских республиках. В Сибири и на Дальнем Востоке встречается редко (как заносное растение).

## Значение и применение
Два вида плевела — плевел многоцветковый (Lolium multiflorum) и плевел многолетний (Lolium perenne) — являются ценными кормовыми злаками. Плевел опьяняющий (Lolium temulentum) считается ядовитым растением.
Декоративная ценность плевела невелика, но некоторые виды используются как газонные травы. Особенно это касается плевела многолетнего, который не боится вытаптывания. В газоне виды плевела требуют частой стрижки. Растения хорошо растут на любых хорошо дренированных почвах. Предпочитают прямые солнечные лучи и регулярный полив. Размножают их семенами. Континентального климата с суровыми зимами не переносят.

## Токсикодинамика
В стадии цветения плевел безвреден. Его токсическим веществом является алкалоид темулин, содержащийся только в семенах в количестве до 0,06 %. Темулин обладает выраженным токсическим действием на головной и спинной мозг, угнетает холинреактивные структуры.

## Классификация

### Таксономическое положение
Род Плевел, как и близкие к нему роды Мятлик и Ежа, входят в трибу Мятликовые (Poeae), относящуюся к подсемейству Мятликовые (Pooideae) семейства Злаки, или Мятликовые (Poaceae).
Таксономическая схема (согласно Системе APG II):
|  |                                      |  |                                   |                                          |                                 |  | ещё 17 семейств, в том числе Осоковые, Рогозовые | ещё 17 семейств, в том числе Осоковые, Рогозовые      |                                                       |  |  |  | ещё около 15 триб, в том числе Ковылёвые, Овсовые, Пшеницевые | ещё около 15 триб, в том числе Ковылёвые, Овсовые, Пшеницевые |                                                                            |  |  |  |  |
|  |                                      |  |                                   |                                          |                                 |  | ещё 17 семейств, в том числе Осоковые, Рогозовые | ещё 17 семейств, в том числе Осоковые, Рогозовые      |                                                       |  |  |  | ещё около 15 триб, в том числе Ковылёвые, Овсовые, Пшеницевые | ещё около 15 триб, в том числе Ковылёвые, Овсовые, Пшеницевые | Плевел многоцветковый, Плевел многолетний, Плевел опьяняющий и другие виды |  |  |  |  |
|  |                                      |  |                                   | порядок Злакоцветные, или Мятликоцветные |                                 |  |                                                  |                                                       | подсемейство Мятликовые                               |  |  |  |                                                               | род Плевел                                                    |                                                                            |  |  |  |  |
|  |                                      |  |                                   | порядок Злакоцветные, или Мятликоцветные |                                 |  |                                                  |                                                       | подсемейство Мятликовые                               |  |  |  |                                                               | род Плевел                                                    |                                                                            |  |  |  |  |
|  | отдел Цветковые, или Покрытосеменные |  |                                   |                                          | семейство Злаки, или Мятликовые |  |                                                  |                                                       | триба Мятликовые                                      |  |  |  |                                                               |                                                               |                                                                            |  |  |  |  |
|  | отдел Цветковые, или Покрытосеменные |  |                                   |                                          |                                 |  |                                                  |                                                       |                                                       |  |  |  |                                                               |                                                               |                                                                            |  |  |  |  |
|  |                                      |  | ещё 44 порядка цветковых растений | ещё 44 порядка цветковых растений        |                                 |  |                                                  | ещё пять подсемейств, в том числе Бамбуковые, Рисовые | ещё пять подсемейств, в том числе Бамбуковые, Рисовые |  |  |  | ещё около 50 родов, в том числе Ежа, Мятлик, Овсяница         | ещё около 50 родов, в том числе Ежа, Мятлик, Овсяница         |                                                                            |  |  |  |  |
|  |                                      |  |                                   | ещё 44 порядка цветковых растений        |                                 |  |                                                  |                                                       | ещё пять подсемейств, в том числе Бамбуковые, Рисовые |  |  |  |                                                               | ещё около 50 родов, в том числе Ежа, Мятлик, Овсяница         |                                                                            |  |  |  |  |

### Виды
По информации базы данных The Plant List, род включает 11 видов:
- Lolium canariense Steud.
- Lolium gracile (Dumort.) B.D.Jacks.
- Lolium × hubbardii B.K.Simon
- Lolium × hybridum Hausskn.
- Lolium multiflorum Lam. — Плевел многоцветковый, или Итальянский райграс
- Lolium perenne L. — Плевел многолетний, или Английский райграс
- Lolium persicum Boiss. & Hohen.
- Lolium remotum Schrank — Плевел расставленный
- Lolium rigidum Gaudin
- Lolium saxatile H.Scholz & S.Scholz
- Lolium temulentum L. — Плевел опьяняющий, или Плевел пьянящий, или Головолом

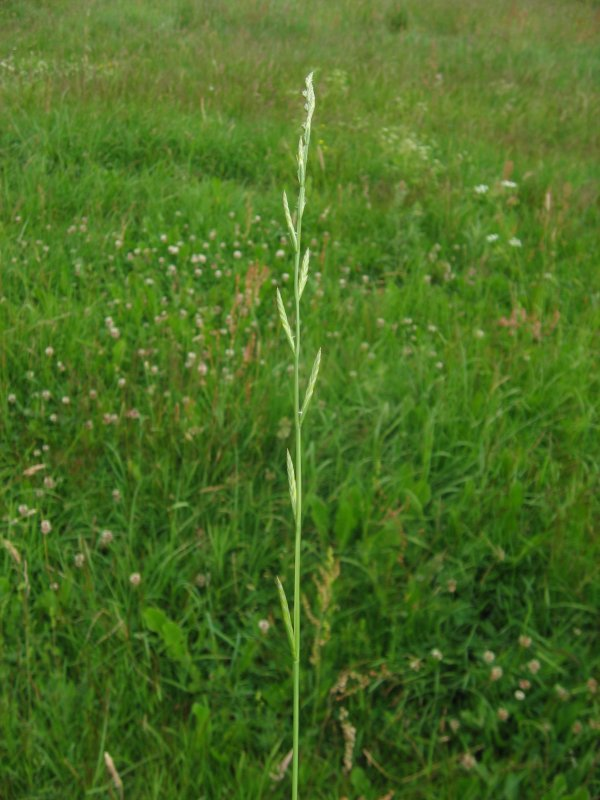
Плевел многоцветковый (Lolium multiflorum).
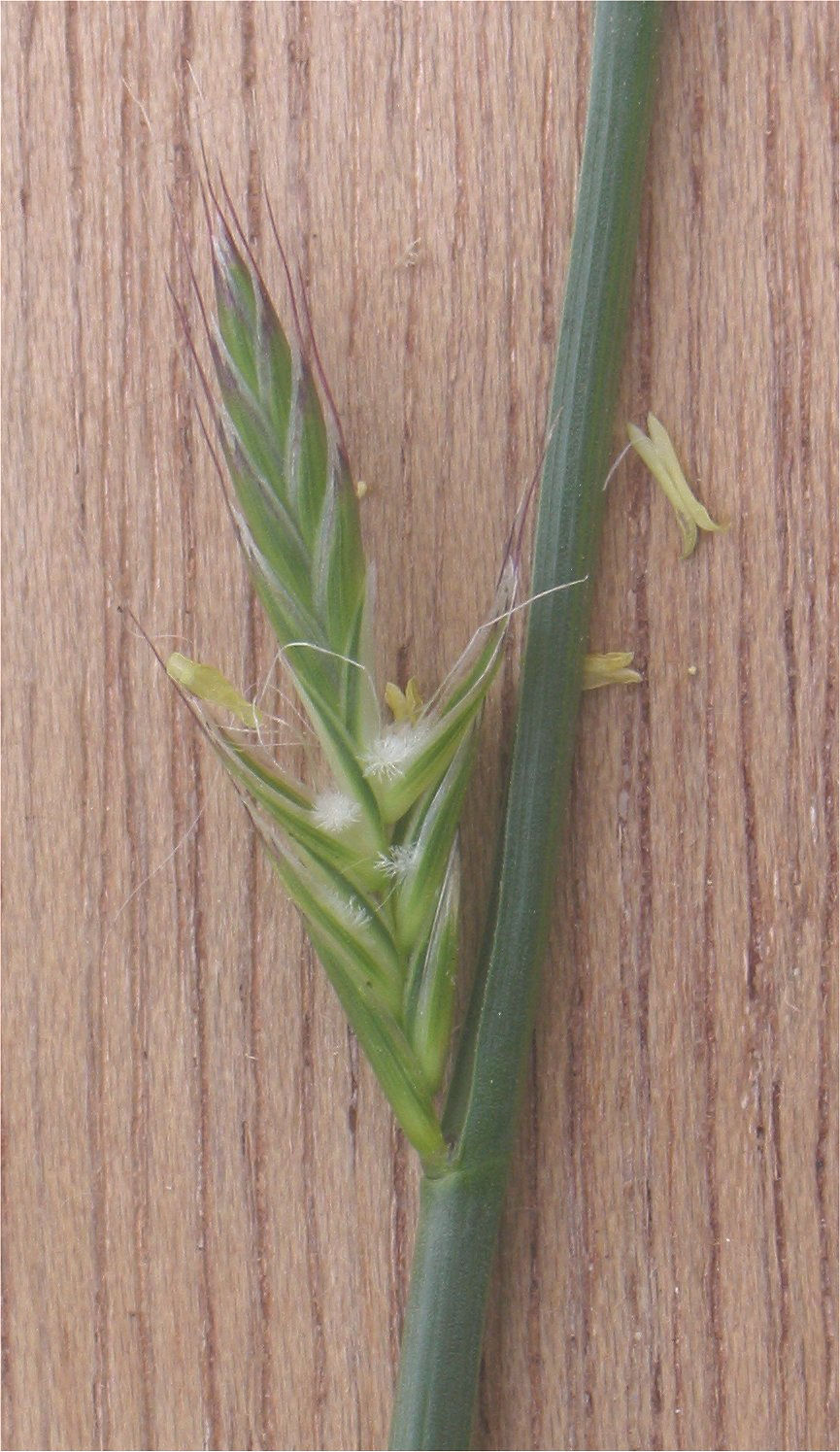
Плевел многоцветковый. Отдельный колосок крупным планом.
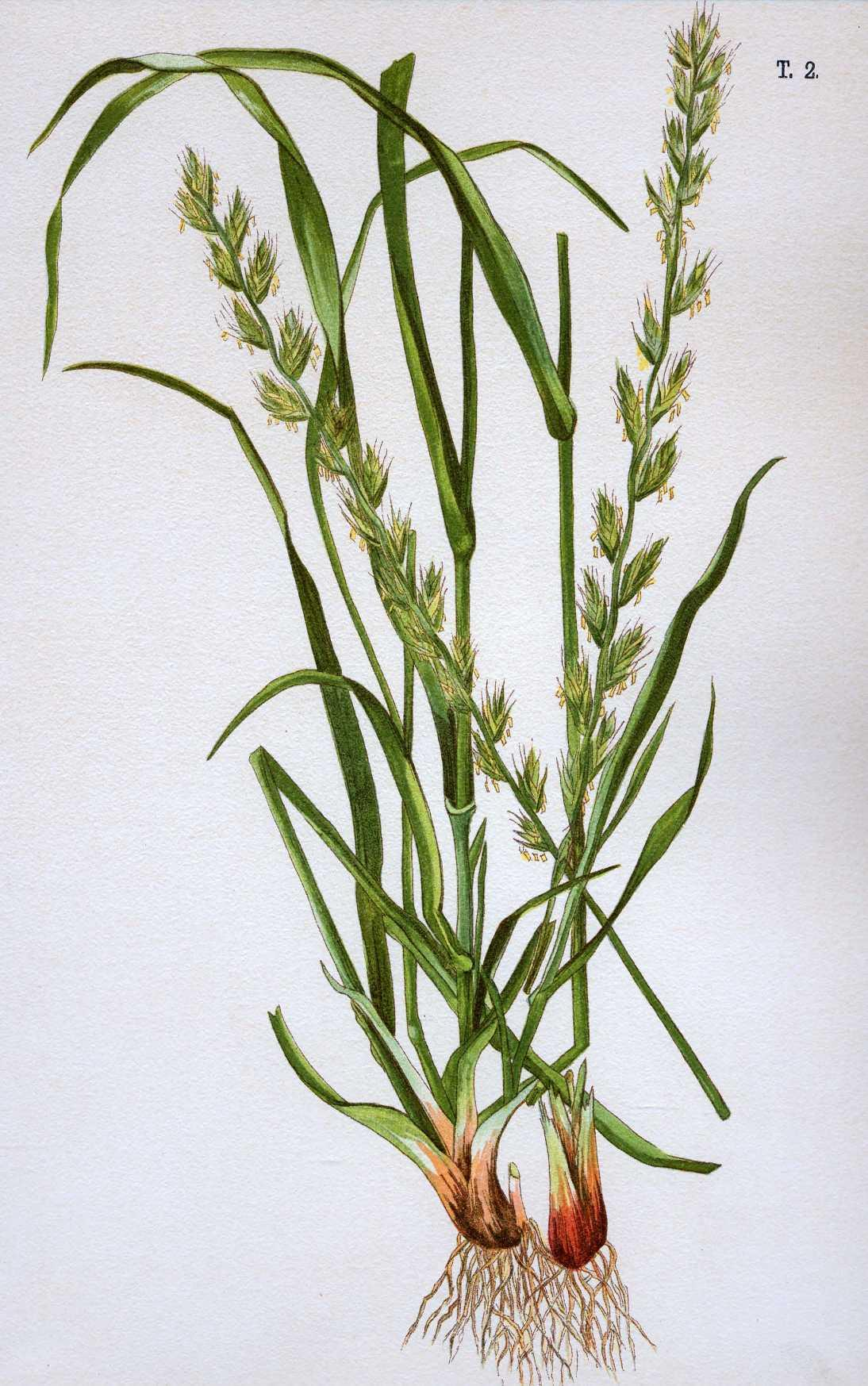
Плевел многоцветковый. Ботаническая иллюстрация, 1898 год.

### Гибриды
Наиболее близкий к плевелу род — Овсяница (Festuca). Имеется несколько межродовых гибридов между различными видами плевела и овсяницы; их объединяют в гибридный род ×Festulolium Aschers. & Graebn.

## Интересные факты
- Стандартная форма родительного падежа множественного числа от слова «плевел» — «плевелов»; восходящая к церковнославянскому языку форма с нулевым окончанием (совпадающая с именительным падежом единственного числа) является факультативной[6] и встречается, к примеру, в выражении «отделять зёрна от плевел».